# Поволоцкий, Сергей Георгиевич
Сергей Георгиевич Поволоцкий (1 декабря 1908 года, Вильна, Виленская губерния, Российская империя — 22 июня 1994 года, Лодзь, Польша) — русский журналист, писатель, публицист и театральный критик.

## Биография
Родился 1 декабря 1908 года в Вильне. Во время Первой мировой войны в 1915 году семья Сергея Поволоцкого переехала в Пятигорск. В 1921 году возвратился в Вильно. В 1926 году окончил гимназию имени Адама Мицкевича и в 1930 году — факультет права и социальных наук Университета Стефана Батория в Вильне. C 1931 по 1935 год обучался в Брюсселе и Париже. После возвращения в Польшу начал писать литературные статьи для польской и зарубежной прессы, а также публиковал рецензии на сочинения русских писателей, проживавших в эмиграции. Использовал псевдонимы «С. Георгиевский» и «С. П.». Принимал участие в деятельности литературно-артистической секции Виленского русского общества.

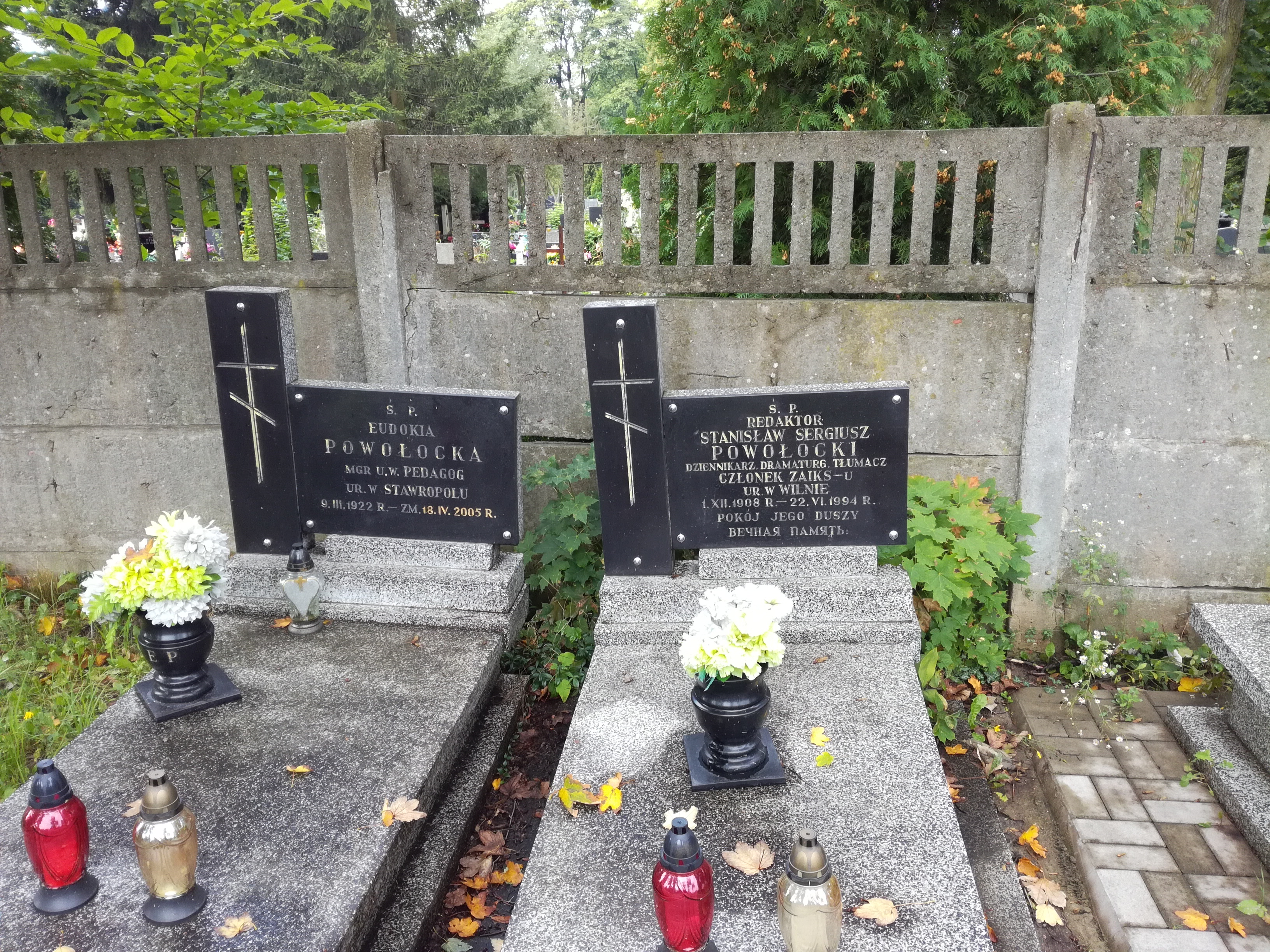
Могилы Сергея Поволоцкого и его жены Евдокии Поволоцкой

Во время начала Второй мировой войны находился в Варшаве. Через некоторое время отбыл в Вильнюс, где вскоре был арестован НКВД за незаконное пересечение границы. После суда был приговорён к высылке в Сибирь. Находился в заключении в Воркуте. В 1945 года благодаря заступничеству Союза польских патриотов был освобождён из-за заключения и стал проживать в Ставрополе. В 1946 году возвратился в Вильнюс, откуда переехал в Щецин. Через некоторое время перебрался в Лодзь, где проживал до конца своей жизни. В Лодзи был редактором газеты «Литературная страница», которая была приложением газеты «Русский голос».
С 1947 года писал статьи о литературе и театре для польских газет и журналов.
Написал воспоминания «Что очи мои видели» и «Мой романс с театром», которые были опубликованы на польском языке вдовой после его смерти.
Скончался 22 июня 1994 года в Лодзи и был похоронен на православном кладбище.